# Grand Prix Formule 1 van België 2007
De Grand Prix Formule 1 van België 2007 werd gehouden van 14 tot 16 september 2007 op Circuit Spa-Francorchamps.

## Kwalificatie
| Pos. | Nr. | Coureur              | Constructeur       | Kwalificatietijden | Kwalificatietijden | Kwalificatietijden | Grid |
| Pos. | Nr. | Coureur              | Constructeur       | Q1                 | Q2                 | Q3                 | Grid |
| ---- | --- | -------------------- | ------------------ | ------------------ | ------------------ | ------------------ | ---- |
| 1    | 6   | Kimi Räikkönen       | Ferrari            | 1:46.242           | 1:45.070           | 1:45.994           | 1    |
| 2    | 5   | Felipe Massa         | Ferrari            | 1:46.060           | 1:45.173           | 1:46.011           | 2    |
| 3    | 1   | Fernando Alonso      | McLaren-Mercedes   | 1:46.058           | 1:45.442           | 1:46.091           | 3    |
| 4    | 2   | Lewis Hamilton       | McLaren-Mercedes   | 1:46.437           | 1:45.132           | 1:46.406           | 4    |
| 5    | 10  | Robert Kubica        | BMW Sauber         | 1:46.707           | 1:45.885           | 1:46.996           | 14   |
| 6    | 16  | Nico Rosberg         | Williams-Toyota    | 1:46.950           | 1:46.469           | 1:47.334           | 5    |
| 7    | 9   | Nick Heidfeld        | BMW Sauber         | 1:46.923           | 1:45.994           | 1:47.409           | 6    |
| 8    | 15  | Mark Webber          | Red Bull-Renault   | 1:47.084           | 1:46.426           | 1:47.524           | 7    |
| 9    | 12  | Jarno Trulli         | Toyota             | 1:47.143           | 1:46.480           | 1:47.798           | 8    |
| 10   | 4   | Heikki Kovalainen    | Renault            | 1:46.971           | 1:46.240           | 1:48.505           | 9    |
| 11   | 3   | Giancarlo Fisichella | Renault            | 1:47.143           | 1:46.603           |                    | 22   |
| 12   | 11  | Ralf Schumacher      | Toyota             | 1:47.300           | 1:46.618           |                    | 10   |
| 13   | 14  | David Coulthard      | Red Bull-Renault   | 1:47.340           | 1:46.800           |                    | 11   |
| 14   | 7   | Jenson Button        | Honda              | 1:47.474           | 1:46.955           |                    | 12   |
| 15   | 18  | Vitantonio Liuzzi    | Toro Rosso-Ferrari | 1:47.576           | 1:47.115           |                    | 13   |
| 16   | 17  | Alexander Wurz       | Williams-Toyota    | 1:47.522           | 1:47.394           |                    | 15   |
| 17   | 19  | Sebastian Vettel     | Toro Rosso-Ferrari | 1:47.581           |                    |                    | 16   |
| 18   | 8   | Rubens Barrichello   | Honda              | 1:47.954           |                    |                    | 17   |
| 19   | 22  | Takuma Sato          | Super Aguri-Honda  | 1:47.980           |                    |                    | 18   |
| 20   | 20  | Adrian Sutil         | Spyker-Ferrari     | 1:48.044           |                    |                    | 19   |
| 21   | 23  | Anthony Davidson     | Super Aguri-Honda  | 1:48.199           |                    |                    | 20   |
| 22   | 21  | Sakon Yamamoto       | Spyker-Ferrari     | 1:49.557           |                    |                    | 21   |

## Race
| Pos. | Nr. | Coureur              | Constructeur       | Rondes | Tijd / Oorzaak uitval | Grid | Punten |
| ---- | --- | -------------------- | ------------------ | ------ | --------------------- | ---- | ------ |
| 1    | 6   | Kimi Räikkönen       | Ferrari            | 44     | 1:20:39.066           | 1    | 10     |
| 2    | 5   | Felipe Massa         | Ferrari            | 44     | +4.695                | 2    | 8      |
| 3    | 1   | Fernando Alonso      | McLaren-Mercedes   | 44     | +14.343               | 3    | 6      |
| 4    | 2   | Lewis Hamilton       | McLaren-Mercedes   | 44     | +23.615               | 4    | 5      |
| 5    | 9   | Nick Heidfeld        | BMW Sauber         | 44     | +51.879               | 6    | 4      |
| 6    | 16  | Nico Rosberg         | Williams-Toyota    | 44     | +1:16.876             | 5    | 3      |
| 7    | 15  | Mark Webber          | Red Bull-Renault   | 44     | +1:20.639             | 7    | 2      |
| 8    | 4   | Heikki Kovalainen    | Renault            | 44     | +1:25.106             | 9    | 1      |
| 9    | 10  | Robert Kubica        | BMW Sauber         | 44     | +1:25.661             | 14   |        |
| 10   | 11  | Ralf Schumacher      | Toyota             | 44     | +1:28.574             | 10   |        |
| 11   | 12  | Jarno Trulli         | Toyota             | 44     | +1:43.653             | 8    |        |
| 12   | 18  | Vitantonio Liuzzi    | Toro Rosso-Ferrari | 43     | + 1 ronde             | 13   |        |
| 13   | 8   | Rubens Barrichello   | Honda              | 43     | + 1 ronde             | 17   |        |
| 14   | 20  | Adrian Sutil         | Spyker-Ferrari     | 43     | + 1 ronde             | 19   |        |
| 15   | 22  | Takuma Sato          | Super Aguri-Honda  | 43     | + 1 ronde             | 18   |        |
| 16   | 23  | Anthony Davidson     | Super Aguri-Honda  | 43     | + 1 ronde             | 20   |        |
| 17   | 21  | Sakon Yamamoto       | Spyker-Ferrari     | 43     | + 1 ronde             | 21   |        |
| DNF  | 7   | Jenson Button        | Honda              | 36     | Hydrauliek            | 12   |        |
| DNF  | 17  | Alexander Wurz       | Williams-Toyota    | 34     | Brandstofdruk         | 15   |        |
| DNF  | 14  | David Coulthard      | Red Bull-Renault   | 29     | Hydrauliek            | 11   |        |
| DNF  | 19  | Sebastian Vettel     | Toro Rosso-Ferrari | 8      | Besturing             | 16   |        |
| DNF  | 3   | Giancarlo Fisichella | Renault            | 1      | Ophanging             | 22   |        |

## Wetenswaardigheden
- Raceleiders: Kimi Räikkönen, 42 rondes (1-15, 17-31 en 33-44) en Felipe Massa, 2 rondes (16 en 32).
- Kimi Räikkönen wint de Grand Prix van België voor de derde keer op een rij, in 2004 en 2005 won hij deze race ook al (in 2006 werd deze Grand Prix niet gehouden).

## Statistieken
| Snelste ronde | Felipe Massa | Ferrari | 1:48.036 |

## Noot
- Dit was de honderdste Grand Prix-start voor Fernando Alonso en voor Mark Webber. Hiermee waren Alonso en Webber de 57ste en 58ste coureur die minstens 100 Grands Prix had gereden.

1925 · 1930 · 1931 · 1933 · 1934 · 1935 · 1937 · 1939 · 1947 · 1949 · 1950 · 1951 · 1952 · 1953 · 1954 · 1955 · 1956 · 1958 · 1960 · 1961 · 1962 · 1963 · 1964 · 1965 · 1966 · 1967 · 1968 · 1970 · 1972 · 1973 · 1974 · 1975 · 1976 · 1977 · 1978 · 1979 · 1980 · 1981 · 1982 · 1983 · 1984 · 1985 · 1986 · 1987 · 1988 · 1989 · 1990 · 1991 · 1992 · 1993 · 1994 · 1995 · 1996 · 1997 · 1998 · 1999 · 2000 · 2001 · 2002 · 2004 · 2005 · 2007 · 2008 · 2009 · 2010 · 2011 · 2012 · 2013 · 2014 · 2015 · 2016 · 2017 · 2018 · 2019 · 2020 · 2021 · 2022 · 2023 · 2024 · 2025 · 2026 · 2027 · 2029 · 2031